# Pedro Moreira
Pedro Moreira (* 19. Januar 1969 in Lissabon) ist ein portugiesischer Jazzmusiker (Altsaxophon, Komposition), der auch als Bigband-Leader hervorgetreten ist.

## Leben und Wirken
Moreira, seine Brüder sind der Bassist Bernardo Moreira und der Trompeter João Moreira, begann im Alter von zwölf Jahren Saxophon zu spielen. 1985 gründete er mit seinen Brüdern Bernardo und João das Moreiras Jazztet, mit dem er zahlreiche Konzerte in Portugal gab und an großen nationalen Festivals teilnahm. Mit dieser Gruppe tourte er auch in den USA, Frankreich, Spanien, Mosambik, Südafrika und der Elfenbeinküste und nahm das Album Luandando (Groove/Movieplay) auf, an dem auch der Trompeter Freddie Hubbard beteiligt war.
Ab 1991 unterrichtete und leitete Moreira die Big Band an der Schule des Hot Clube de Portugal bis 2009. 1992 nahm er mit dieser Band an einem Tribut an Art Blakey mit den ehemaligen Jazz Messengers Benny Golson, Curtis Fuller und Eddie Henderson teil. Nachdem er bis 1994 am Conservatório Nacional in Lissabon studiert hatte, zog er zum weiteren Studium 1996 nach New York. Im Jahr 2000 schloss er seinen Master in klassischer Komposition am Mannes College of Music ab, nachdem er zuvor einen Abschluss in Jazz und zeitgenössischer Musik an der New School University gemacht hatte.
Herbie Hancock beteiligte Moreira als musikalischen Assistent und Arrangeur an seinem Album Gershwin’s World (ausgezeichnet mit drei Grammy Awards); auch arrangierte er für das Album Alegria von Wayne Shorter. Im Jahr 2000 führten die Stuttgarter Philharmoniker eine seiner Orchestrierungen in einem Konzert auf, das dem orchestralen Crossover gewidmet war. 1998 erhielt er den Music Student Award des Down Beat in den Kategorien „Best Jazz Group“ und „Outstanding Performance“.
Weiterhin hat Moreira mit Musikern wie Dave Liebman, Joe Chambers und Bobby Short zusammengearbeitet. Er war musikalischer Assistent des Dirigenten Robert Sadin. Unter seiner Leitung wurde Gil Evans’ Arrangements von Porgy and Bess und Sketches of Spain mit den Solisten Tom Harrell und Tim Hagans beim Festival Jazz em Agosto aufgeführt.
Moreira ist künstlerischer Leiter beim Alta Estremadura Jazz Festival. Er ist musikalischer Leiter des Orquestra Experimental AngraJazz sowie des Jazzorchesters des Konservatoriums von Madeira. Er arbeitete an der Sammlung Let's Jazz der Zeitung Público mit und verfasste eine Monographie über Ornette Coleman.
Als Arrangeur hat Moreira mit Größen der portugiesischen Musik wie Pedro Abrunhosa, Carlos do Carmo und Rodrigo Leão zusammengearbeitet. Er komponierte auch für das Jazz Composers Collective. Als Hochschullehrer koordinierte er die Jazzabteilung der Escola Superior de Música de Lisboa, die er zeitweilig auch leitete.

## Diskographische Hinweise
- The European Jazz Youth Orchestra Conducted by Pedro Moreira: Swinging Europe 2004 – Brasilian Concerts (Axis 2004)
- Pedro Moreira, Jorge Reis, André Fernandes, Nelson Cascais, Bruno Fernandes: T.O.A.P. Colectivo (Volume I) (Tone of a Pitch 2006)